# Chris Barker
Christopher Andrew Barker (Sheffield, 2 maart 1980 - Cardiff, 1 januari 2020) was een Engels voetballer die gedurende zijn carrière onder meer uitkwam voor Barnsley FC, Cardiff City en Southend United. Zijn oudere broer, Richie, was ook actief als voetballer.

## Carrière
Chris Barker begon zijn actieve carrière bij Barnsley FC. Bij deze club won hij in 1999 de award voor talent van het jaar. Hij speelde ruim honderd wedstrijden voor deze club voor hij op 12 juli 2002 werd gekocht door Cardiff City. Met zijn nieuwe club wist hij direct na een seizoen promotie af te dwingen naar de First Division waar hij een vaste kracht werd. Tijdens zijn periode bij Cardiff werd hij tot tweemaal toe uitgeleend, eenmaal aan Stoke City en eenmaal aan Colchester United. In 2007 verliet Barker definitief Cardiff en tekende hij transfervrij bij Queens Park Rangers. Die club verliet hij alweer na een jaar om een contract tekenen bij Plymouth Argyle. In 2010 kwam hij terecht bij Southend United, eerst op huurbasis en later op permanente basis. Op 30 april 2011 werd hij verkozen speler van het jaar bij die club. Na zijn periode bij Southend speelde Barker vervolgens voor Aldershot Town. In januari 2015 trad hij bij deze club op als interim-trainer na het ontslag van Andy Scott. Bij Hereford FC werd hij ook speler trainer en hij sloot zijn carrière af bij Weston-super-Mare in 2017.
Hij had twee kinderen en pleegde op 39-jarige leeftijd zelfmoord.